# Parayuelo
Parayuelo es un despoblado español del municipio de Valle de Tobalina, perteneciente a la provincia de Burgos, en la comunidad autónoma de Castilla y León.

## Historia
Hacia finales del siglo XIX, el lugar, ya por entonces perteneciente al municipio Valle de Tobalina, tenía contabilizada una población de alrededor de 80 habitantes. Aparece descrito en el séptimo volumen del Diccionario geográfico, estadístico, histórico, biográfico, postal, municipal, marítimo y eclesiástico de España y sus posesiones de ultramar de Pablo Riera y Sans con las siguientes palabras:

PARAYUELO.—V. agreg. al ayunt. de Valle de Tobalina, cuya casa consistorial está en la v. de Quintana-Martin-Galínez, otra de las que forman este ayunt. y de la que dista la localidad que describimos 2'7 k. Cuenta sobre unos 80 hab. y 36 edif., de los que 15 están inhabitados.—Org. civ. Corresponde á la prov. de Búrgos y contribuye, con su ayunt., para las elecciones de diputados provinciales y las de Córtes.—Org. mil. C. G. y G. M. de Búrgos.—Org. ecle. Pertenece á la dióc. de Búrgos, al arciprestazgo de Cuestaurria y tiene una iglesia parroquial, dedicada á San Miguel Arcángel, cuyo curato es rural de 2.ª—Org. jud. Hállase adscrito al part. jud. de Villarcayo y á las aud. de lo criminal y territ. de Búrgos.—Org. econ. Para el pago de sus impuestos depende, con su ayunt., de la Admon. de Hacienda de su prov.—S. púb. Recibe y expide la corr. por la A. de Madrid á Irun, estacion y cn. de Bribiesca á Ramales y car. de Trespaderne.—Ob. púb. y med. de com. Para verificar sus transportes y relacionarse con los pueblos limítrofes, utiliza los caminos que cruzan por su tér.—Ins. púb. La escuela radica en la cabecera de su ayunt.—Art., of., ind. Su principal es la agrícola.—Pob. Nada de particular ofrecen los edif. que la forman.—Sit. geog. y top. (Véase su ayunt.).
(Riera y Sans, 1885, p. 1146)

El núcleo no figura en el Nomenclátor del Instituto Nacional de Estadística.

## Patrimonio
Hay en el lugar una iglesia de San Miguel Arcángel, en ruinas.